# Paragylla endophaea
Paragylla endophaea là một loài bướm đêm thuộc phân họ Arctiinae, họ Erebidae.